# Батерст, Роберт
Ро́берт Гай Ба́терст (англ. Robert Guy Bathurst, род. 22 февраля 1957, Аккра, Золотой берег (сейчас Гана)) — английский актёр театра, телевидения и кино.
Профессиональный дебют Батерста состоялся в 1983 году, когда он получил роль в постановке пьесы Майкла Фрейна «Шум за сценой» в театре Савой. В 1980-х годах он совмещал работу в театре и на телевидении, появляясь в эпизодах таких сериалов, как «Чёрная Гадюка» (эпизод с Батерстом в эфир не вышел), «Челмсфорд, 123», «Шоу Ленни Генри» и «Красный карлик». В 1991 году он получил свою первую главную роль (Марк Тейлор) в полубиографическом ситкоме Стивена Моффата «Кроме шуток». Хотя за три года было отснято лишь 13 эпизодов, эта роль остаётся для Батерста любимой. В 1998—2003 годах он играл напыщенного консультанта по вопросам управления Дэвида Марсдена в комедийной драме ITV «Холодные ступни».
Батерст много снимался в кино и на телевидении, а также играл в театре. Среди его ролей выделяются вымышленный премьер-министр в ситкоме «Мой отец — премьер-министр» (2003—2004), Марк Тэтчер в телефильме «Государственный переворот!» (2006), основанном на реальных событиях, и Кристофер Визи в фильме «Отчим» (2005) об отце, потерявшем дочь. В театре он сыграл Вершинина в «Трёх сёстрах» (2003), Эдриена в «Только для членов» (2006), Алекса в «Алексе» (2007, 2008), а также появился в постановках «Настоящего смеха» и «Неугомонный дух» Ноэля Кауарда. Кроме того он исполнил роли в телесериалах «Столпы Земли» (2010), «Аббатство Даунтон» (2010—2012), «Неприрученные» (2012) и «Дракула» (2013).

## Ранняя жизнь
Роберт Батерст родился в городе Аккра (Золотой берег, сейчас Гана) 22 февраля 1957 года в семье Филипа Чарльза Меткалфа Батерста и его жены Джиллиан (урожд. Дебенэм). Его отец являлся потомком политика Чарльза Батерста и родственником графов Батерст и виконтов Бледислоу. Его отец был главой Королевских механиков во время Второй мировой войны и работал в Западной Африке консультантом, а мать была физиотерапевтом. Кроме Роберта в семье было ещё двое детей: Николас и Шарлотта. Семья Батерста жила в Гане до 1959 года. Когда они переехали в Баллибрак, Дублин, Ирландия. Батерст с братом посещали две школы в Дублине: в Киллини и Болсбридже, а затем их отправили в подготовительную школу в Келсе, графство Мит. Батерст сравнил время, проведённое в англиканской школе-интернате (при том, что они с братом — католики) с «Повелителем мух»: «Мы были заключены в огромном воняющем георгианском доме, где с нами обращались весьма жестоко».
В 1966 году семья переехала в Англию. Батерста перевели в школу-интернат Уэрт в Суссексе, где условия пребывания по сравнению со школой в Келсе были несравнимо лучше. В возрасте 13 лет он начал участвовать в пародиях и ревю, а также читать старый журнал Plays and Players, по которому изучал «планировку театров и читал о строящихся зданиях будущих театров». Он впервые заинтересовался актёрским мастерством, увидев вместе с семьёй пантомиму в театре Гайети в Дублине, где наблюдал, как актёры ждут свой выход за кулисами.
В 18 лет Батерст окончил школу Уэст и поступил в колледж Пемброк в Кембридже, чтобы изучать юриспруденцию. Батерст, который описывает себя как «безнадёжного в отношении всего, что связано с учёбой», проводил больше времени, выступая с Хью Лори, Рори Макгратом и Эммой Томпсон в группе ревю Cambridge Footlights. В 1977—1978 годах он был секретарём этой группы, а в 1978—1979 годах — президентом. Кроме участия в Cambridge Footlights, он также являлся членом групп Stage Fright в 1978 году (в которой также писал сценарии) и Nightcap в 1979 году. Он также срежиссировал и сыграл мадам Твонки в пантомиме Footlights Revue «Аладдин» в сезоне 1978—1979 годов. Он посещал курсы в Юридическом университете в Лондоне, чтобы стать профессиональным барристером, однако в конечном итоге предпочёл стать актёром.

## Актёрская карьера

### Ранняя карьера
После выпуска из Кембриджа Батерст провёл год, гастролируя с Footlights Revue по Австралии с их ревю «Ботам — мюзикл»; о своей работе он позже сказал следующее: «Группка неопытных молодых людей, которые носятся туда-сюда, собирая пресс-конференции и устраивая интервью». Хотя он и любил работать с Footlights, он не продолжил выступать с этой группой, опасаясь, что «в 35 лет его карьера закончится, так как он потратил молодость в тени чужого успеха». После ухода из группы он обнаружил, что его воспринимают как дилетанта; ему пришлось потратить намного больше времени, чем он рассчитывал, чтобы завоевать репутацию серьёзного актёра. Его первой профессиональной ролью за пределами университета стало появление в сериале BBC Radio 4 «Время ранения», где также участвовали бывшие коллеги из Footlights Рори Макграт и Эмма Томпсон. Первой ролью Батерста на телевидении стал принц Генри в невыпущенном в эфир пилотном эпизоде сериала «Чёрная Гадюка». Он получил роль Генри в качестве благодарности за съёмки в тренировочном видео режиссёра Джоффа Познера. Однако, когда сериал был заказан, на эту роль был взят другой актёр, а сама роль была сокращена.
В начале 1980-х годов Батерст дебютировал в театре, присоединившись ко второму составу постановки пьесы Майкла Фрейна «Шум за сценой» в театре Савой. Он заменил Роджера Ллойда-Пака в роли Тима Олгуда; и исполнял эту роль в течение одного года. Между ролями он работал телеведущим на BBC East. После отказа от должности ведущего шоу «Такова жизнь!», он в 1984 году поступил в Королевский национальный театр, где сыграл в массовке в постановке «Святой Иоанны». Батерст говорит об этой работе, как о наиболее «деморализующей» за всю свою карьеру, однако благодарен за опыт работы в театре, который она дала. В следующем году он появился в театре-пабе в Челси The Man In The Moon в двухчасовом монологе о каннибализме «Суждение». В ночь премьеры аудитория составила всего три человека, однако после хороших отзывов в прессе средняя аудитория увеличилась до пятнадцати человек.
Директор по кастингу фильма бондианы «Искры из глаз» убедил Батерста попробоваться на Бонда. Батерст убеждён, что его «нелепое прослушивание» было устроено лишь для того, чтобы убедить Тимоти Далтона согласиться на роль, сообщив ему о продолжающихся прослушиваниях других актёров. Батерст отметил, что «никогда бы не смог этого сделать, так как актёры, играющие Бонда, разительно от него отличаются».
Он продолжил появляться в небольших ролях на телевидении в 1980-х годах; в 1987 году он прослушивался на роль Дэйва Листера в научно-фантастическом ситкоме BBC North «Красный карлик». В итоге роль отошла Крэйгу Чарльзу, а ему дали роль второго помощника капитана Фрэнка Тодхантера в первом эпизоде, который был убит в первые десять минут экранного времени. Через десять лет после этого, Батерста пригласили вновь сыграть эту роль, когда сюжетная линия сериала позволила прошлым персонажам вернуться, однако съёмочные обязательства не позволили ему это сделать. в 1989 году он появился в «Anything More Would Be Greedy» Малкольма Брэдбери для ITV Anglia, сыграв члена парламента Денниса Медлама. Программа вышла в 1990 году и не имела успеха. В том же году он выступил в «Up Yer News», тематической программе, выходившей в прямом эфире на BSB.

### Кроме шуток
Во время работы на «Up Yer News» Батерст прошёл прослушивание для часовой комедии «Кроме шуток». В тот день он заметил, что его коллега по «Up Yer News» читает сценарий «Кроме шуток», также готовясь к прослушиванию. Когда Батерст входил к комнату, где проходил кастинг, его коллега, выходя, сказал ему, что «сломает ему ноги», если тот получит роль; угроза выглядела отнюдь «не просто шуткой». Батерст получил роль и пилотный эпизод «Кроме шуток» с его участием был выпущен в эфир BBC Two. Шоу продолжалось два сезона, которые вышли в 1993 и 1995 годах. В сериале Батерст играл сценариста ситкомов Марка Тейлора. После показа первого сезона критики назвали Батерста «Лучшим новым комедийным актёром 1993 года».
Шоу прерывалось рядом фэнтезийных вставок, в которых его герой рассказывал свои мысли в маленьком клубе на манер стендапера. В комментариях и интервью на DVD Батерст упомянул, что его уверяли, что вставки будут пересняты после завершения съёмок основного материала, однако это так и не было осуществлено из-за бюджета. Спустя 15 лет у актёра была идея переснять эти вставки с постаревшим собой, чтобы предать им ретроспективность. Эта роль является его любимой за всю карьеру; он описал съёмки как «самую приятную работу, какую ему когда-либо доводилось выполнять», а также считает несколько эпизодов сериала «вневременными, великолепно построенными фарсами, которые будут продолжаться». Батерста очень часто узнают благодаря этому шоу; он отметил, что «пьянчуги останавливают меня в общественном транспорте и рассказывают детали сюжета и любимого эпизода этого шоу». В качестве наказания за опоздание на один из пресс-ланчей сериала в Café Royal на Риджент-стрит в Лондоне, сценарист Стивен Моффат пообещал написать сценарий, в котором Марк весь эпизод появляется в голом виде. В значительной степени это обещание было реализовано во втором сезоне.
С 1991—1995 годах Батерст появился на телевидении в сериалах «Для леди работы нет», «Дом сестёр Эллиотт» и «Детективы», сыграл в театральных постановках «Выбора», «Бракосочетании» Бернарда Шоу в Чичестере и адаптации Аластера Битона повести «Нос» Гоголя (спектакль был показан в Ноттингеме и Бухаресте). В 1996 году он сыграл роль святого Джона Визела в «Ветре в ивах» (по одноимённой повести Кеннета Грэма) режиссёра Терри Джонса

### Широкая известность
В 1996 году, когда с участием Батерста шёл спектакль «Странник» Афры Бен в театре Солсбери, ему предложили пройти прослушивание на роль в пилотном эпизоде сериала Granada Television «Холодные ступни». Он приехал на кастинг «бородатым и лохматым», так как того требовала роль в «Страннике», и не надеялся получить роль консультанта по менеджменту Дэвида Марсдена, принадлежащего к верхушке среднего класса. Роль в пилотном эпизоде была маленькой и была написана в последний момент, только для того, чтобы оттенить персонажей Джеймса Несбитта и Хелен Баксендейл; единственное замечание о Дэвиде в сценарии касалось его высокой зарплаты. Батерст описал героя как «пост-Тэтчеровского мальчика для битья».
Батерст играл эту роль на протяжении пяти лет с 1998 по 2003 год. Он описал Дэвида как «эмоционального калеку», изначально весьма поверхностного. В третьем сезоне присутствует романтическая линия между Дэвидом и политической активисткой, сыгранной Ясмин Баннерман. Батерст использовал этот сюжетный ход, чтобы привнести в характер своего прежде одномерного персонажа некоторую глубину; тем не менее, его больше поразили сюжетные линии, которые стали результатом этой романтической линии, чем сама связь своего персонажа: «Это был больше обман, чувство вины и взаимные обвинения, а не настоящий роман, поэтому он не был ни интересным, ни примечательным». Как и другие актёры сериала, Батерст имел возможность предлагать сюжетные ходы во время съёмок; в одном из эпизодов, где Дэвид празднует свой сороковой день рождения, Батерст предложил подарить ему мотоцикл Harley-Davidson. Granada Television оплатила актёру уроки езды на мотоцикле и тестовый прогон. За день да съёмок сцены, где Дэвид стартует на своём новом мотоцикле, был назначен тестовый прогон. Батерст «вильнул, не попал в камеру и врезался в бордюр», на что режиссёр Саймон Делейни воскликнул, что это было самой смешной сценой, которую он когда-либо видел. В другом эпизоде Дэвид покупает скаковую лошадь якобы в качестве подарка на день рождения для своей жены — на самом деле этот эпизод появился в сериале только из-за любви Батерста к скачкам. Роль принесла Батерсту более широкую известность, и он стал чаще получать потенциальные сценарии эпизодов, которые «несомненно переписывали характер персонажа». Он отказывался от них, предпочитая играть «хорошего человека», что было интереснее с драматической точки зрения.
В 2001 году он появился в телефильме «Спокойной ночи, мистер Стедман», сыграв директора школы, которого признают мёртвым после того, как один из учеников стирает из компьютера все касающиеся него данные, а также снялся в адаптации романа Зэди Смит «Белые зубы» (2002). В 1998 году он сыграл в театре в «Сигналах тревоги и экскурсиях» Майкла Фрэйна, а в 1999 году появился в «Гедде Габлер» в роли Йоргана Тесмана; в последующие несколько лет Батерст не играл в театре. Журналист Чарльз Спенсер из The Daily Telegraph говоря о его роли Тесмана, отметил «странный выбор актёра», однако назвал его актёрскую игру «храброй попыткой». В 2001 году Батерст появился в клипе на сингл «Uptown Girl» группы Westlife для фонда «Разрядка смехом».
В 2002 году, сразу после завершения съёмок «Холодных ступней», Батерст начал сниматься в ситкоме «Мой отец — премьер-министр», где играл роль вымышленного британского премьер-министра Майкла Филипса. Первый сезон выходил днём на детском телеканале CBBC весной 2003 года. Чтобы подготовиться к роли, он смотрел дебаты в палате общин, однако не принимал Тони Блэра как образец для создания образа своего персонажа. В 2003 году впервые за четыре года он снова сыграл в театре, появившись в роли Вершинина в «Трёх сёстрах» с Кристин Скотт Томас и Эриком Сайксом. До участия в спектакле Батерст никогда не смотрел «Трёх сестёр». Режиссёр Майкл Блейкмор предложил ему обернуть это в преимущество, ведь в таком случает ему не надо будет сравнивать себя с предыдущими изображениями персонажа. После завершения показа в театре был отснят телефильм спектакля с тем же актёрским составом для показа на телеканале BBC Four. Осенью 2005 года в эфир вышел второй сезон сериала «Мой отец — премьер-министр»; эфир был передвинут на вечер, так как в сериал было добавлено больше шуток, ориентированных на взрослую аудиторию. В том же году Батерст сыграл в триллере ITV «Отчим», представ в образе Кристофера Визи, чья дочь пропала. Батерст был доволен, что по сравнению с Дэвидом Марсденом, у этого персонажа, хоть он и является «белым воротничком», есть эмоциональная сторона. Также в 2005 году он сыграл мистера Сессемана в адаптации повести «Хайди» и Доттори Массимо в кинофильме «Лорд Вор»..

### 2006 — настоящее время
В 2006 году он сыграл Марка Тэтчера в телефильме «Государственный переворот!» о попытке государственного переворота в Экваториальной Гвинее в 2004 году. Он также исполнил роль Эдриена на британской премьере спектакля «Только для членов» с Николасом Теннантом на Trafalgar Studios. Он согласился на роль, потому что она была «смешной, правдоподобной, правдоподобно абсурдной и жестокой», а также ему понравилось, что проект являлся адаптацией оригинальной французской пьесы. Вспоминая опыт работы над этой постановкой, Батерст сказал в интервью What’s on Stage следующее: «Ник является по-настоящему хорошим актёром и было здорово поработать с ним над чем-то, что вы можете совершенно открыто обсудить рабочие вопросы, без выпячивания собственного „я“. Мы все просто работали, а не играли друг с другом в игры. И это отнюдь не делает рабочий процесс легче: ведь в пьесе играете только вы двое, а значит только вы несёте за всё полную ответственность и если что-то пойдёт не так, не на кого переложить вину. Это больший риск и спрятаться от него невозможно». В конце того же года Батерст вместе с Ричардом Уилсоном сыграл в пьесе «Whipping it Up» о вымышленных событиях в правительстве Дэвида Кэмерона. Для подготовки к роли Батерст вновь смотрел дебаты в палате общин.

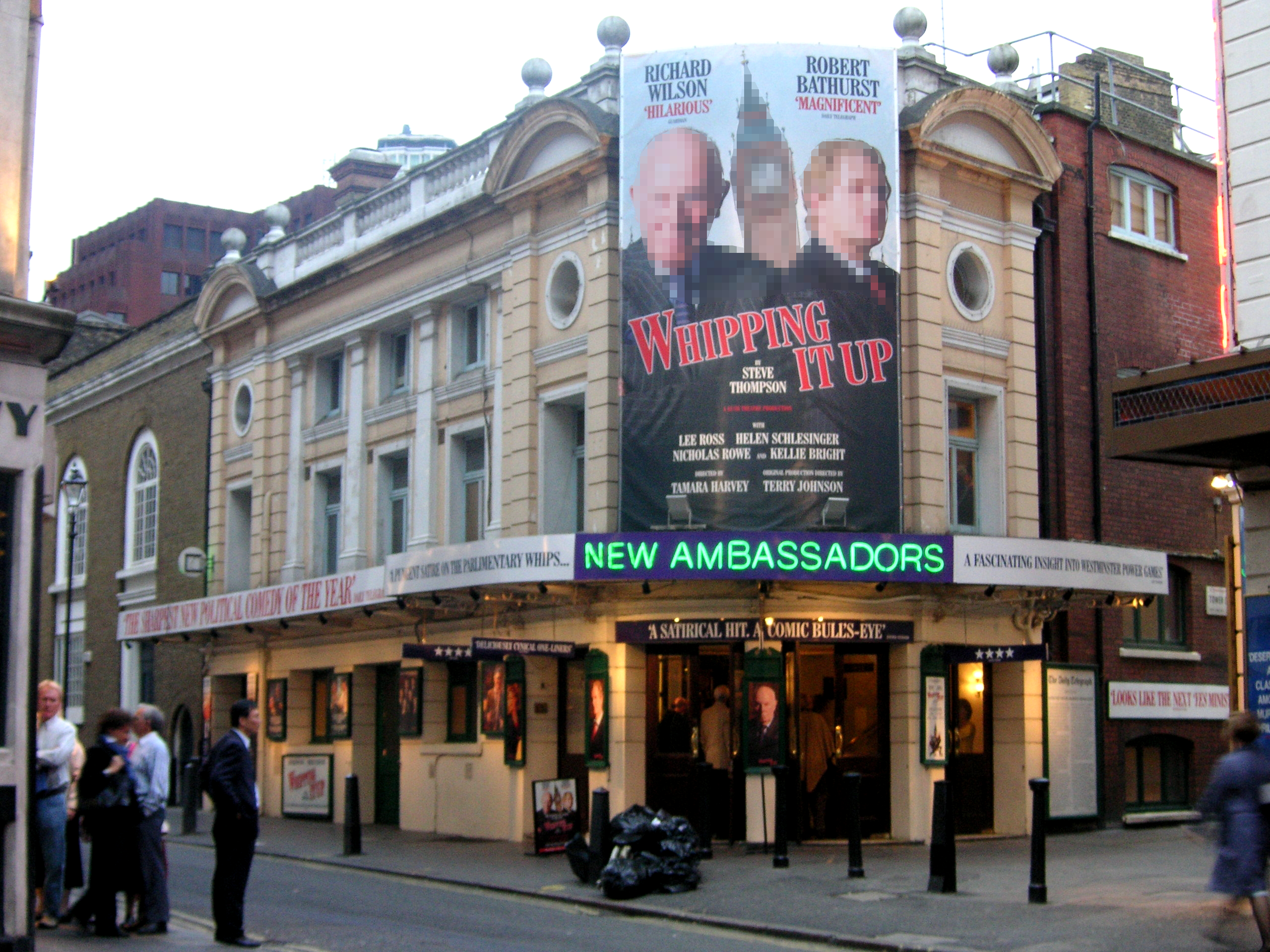
Роберт Батерст (справа) и Ричард Уилсон на постере, рекламирующем пьесу «Whipping it Up».

После окончания показа в театре Буш в конце 2006 году «Whipping it Up» продолжил показ в театре Амбассадорс в Лондоне с марта по июнь 2007 года. Тур совпал с появлением Батерста в роли главного персонажа в «Алексе», театральной адаптации одноимённой серии комиксов, основанной на комиксе из The Daily Telegraph. Спектакль шёл в Артс-театре в октябре-ноябре 2007 года; в спектакле Батерст в образе Алекса взаимодействовал с другими персонажами, которых проецировали на экран позади него. Роль его привлекла «двуличностью и хитростью» Алекса, с помощью которых он выкручивается из щекотливых ситуаций. В 2008 году за эту роль Батерст был номинирован на What’s on Stage Awards в категории «Лучшее сольное исполнение». Он снова сыграл Алекса в сентябре-ноябре 2008 года в рамках международного тура, выступая в Мельбурне, Сиднее, Гонконге, Сингапуре и Дубае. Он играл роль Алекса в программе из десяти частей на Classic FM, за что получил Radio Academy Awards в 2012 году. Он также продолжил эксплуатировать образ Алекса, выступая на корпоративных развлекательных мероприятиях. В 2007—2009 годах Батерст появлялся в роли лингвиста Чарльза Гарднера во всех трёх сезонах телесериала BBC Radio 4 «Хижина 33».
В 2009 году состоялось его последнее появление в роли арт-дилера Джеймса Гарретта в телесериале «Моя семья». В том же году он исполнил роль мистера Уэстона в мини-сериале BBC One «Эмма». Он ранее уже играл мистера Уэстона в адаптации «Эммы» в двух частях на BBC Radio 4 в 2000 году. С января по апрель 2010 года Батерст играл Гэрри Эссендина в национальном туре возрождённом спектакле Ноэля Кауарда «Настоящий смех». Хотя Батерст видел несколько пьес Кауарда в 2000-х, среди них не было «Настоящего смеха»; и он не копировал манеру речи драматурга во время выступления. После «Настоящего смеха» в том же году Батерста взяли в другую постановку пьесы Кауарда — «Неугомонный дух». В спектакле он сыграл роль Чарльза Кондомайна, где также были задействованы Элисон Стидман и его коллега по «Холодным ступням» Гермиона Норрис. Он ездил со спектаклем по театрам южной Англии в 2010 и начале 2011 года, а затем участвовал в трёхмесячном показе в театре Аполло в Лондоне.
На телевидении в 2010 году Батерст появился в германо-канадском мини-сериале «Столпы Земли» в роли Перси Хамлея и в британском телесериале «Аббатство Даунтон» во второстепенной роли вдовца сэра Энтони Страллана. В 2011 году он появился в роли Джона Ле Мезюрье байопике «Хэтти» о Хэтти Жак, а также присоединился к актёрскому составу продолжительной драмы ITV «Неприрученные». В 2012—2015 годах Батерст играл одну из главных ролей в ситкоме «Тост из Лондона». В 2014 году на Sky1 вышел телефильм «Агата Рэйзин: Дело об отравленном пироге» с Батерстом в роли Энди; фильм основан на одноимённом романе М. К. Битон. В сентябре 2016 года актёр вновь сыграл Дэвида Марсдена в возрождённом сериале «Холодные ступни».

## Личная жизнь
В 1985 году Батерст женился на художнице Виктории Трелфолл, с которой познакомился через общих друзей. У них есть четыре дочери: Матильда, Клеменси, Ориель и Онор.

## Фильмография

### Кино
| Год  | Название на русском   | Название на английском    | Роль                       | Примечания      |
| ---- | --------------------- | ------------------------- | -------------------------- | --------------- |
| 1986 | Апокалипсис оп-ля!    | Whoops Apocalypse         | Дэмиен                     |                 |
| 1988 | Проси только алмазы   | Just Ask for Diamond      | викарий                    |                 |
| 1991 | Двадцать один год     | Twenty-One                | мистер Меткалф             |                 |
| 1993 | Шкала эйфории         | The Euphoric Scale        | Рэймонд Таннер             | Короткометражка |
| 1996 | Ветер в ивах          | The Wind in the Willows   | святой Джон Визел          |                 |
| 2005 | Хайди                 | Heidi                     | мистер Сессеманн           |                 |
| 2006 | Лорд Вор              | The Thief Lord            | Доттори Массимо            |                 |
| 2006 | Разговор              | Talk                      | владелец афганской овчарки | Короткометражка |
| 2006 | Сенсация              | Scoop                     | коллега Стромбеля          |                 |
| 2007 |                       | Life:XP                   | доктор Экхарт              | Короткометражка |
| 2009 | Семейный портрет      | A Family Portrait         | Роберт                     | Короткометражка |
| 2014 | Мальчики миссис Браун | Mrs. Brown’s Boys D’Movie | Мэйдо Арчер                |                 |
| 2015 | Наркополис            | Narcopolis                | Ким Нолан                  |                 |

### Телевидение
| Год             | Название на русском                          | Название на английском                              | Роль                            | Примечания |
| --------------- | -------------------------------------------- | --------------------------------------------------- | ------------------------------- | --- |
| 1982            | Чёрная Гадюка                                | The Black Adder                                     | принц Генри                     | Пилотный эпизод сериала |
| 1984            | Шоу Ленни Генри                              | The Lenny Henry Show                                | разные роли                     | |
| 1986            | Новый мир                                    | New World                                           |                                 | ТВ фильм |
| 1986            | Кто рискует — побеждает                      | Who Dares Wins                                      | разные роли                     | 3 сезон, 6 эпизод |
| 1987            | Участковая медсестра                         | The District Nurse                                  | Кристиан                        | Эпизод «Myths and Follies» |
| 1988            | Красный карлик                               | Red Dwarf                                           | Фрэнк Тодхантер                 | Эпизод «The End» |
| 1988            | Челмсфорд, 123                               | Chelmsford 123                                      | Гаюс                            | Эпизод «Arrivederci Roma» |
| 1989            | Мистер Кристи                                | Mr Christie                                         | Ларри Крэйг                     | ТВ фильм |
| 1989            |                                              | Anything More Would Be Greedy                       | Деннис Медлан                   | Мини-сериал |
| 1990            |                                              | Up Yer News                                         | разные роли                     | Скетч-сериал |
| 1991            | Кругом                                       | About Face                                          | Дэйв                            | Эпизод «Briefcase Encounter» |
| 1991            | Лазарь и Дингуолл                            | Lazarus & Dingwall                                  | Джастин де Йонг                 | Эпизод «You Expect Us To Believe That?»                                                                                           |
| 1991            |                                              | Comic Asides: Joking Apart                          | Марк Тейлор                     | Пилотный эпизод сериала |
| 1992            | Для леди работы нет                          | No Job for a Lady                                   | Тони                            | Эпизод «Lobby Terms» |
| 1992            | Первые путешественники в Северной Америке    | Early Travellers in North America                   | Уильям Мейкпис Теккерей         | Эпизоды «Bed and Board» и «Slavery»                                                                                               |
| 1992            | Дом сестёр Эллиотт                           | The House of Eliott                                 | Гектор Фурно                    | 2 сезон, 10 эпизод |
| 1993-1995       | Кроме шуток                                  | Joking Apart                                        | Марк Тейлор                     | 2 сезона |
| 1994            | Детективы                                    | The Detectives                                      | Томас                           | 1 эпизод «Never Without Protection»                                                                                               |
| 1994            |                                              | Screen One: A Breed of Heroes                       | майор Эдвард Ламли              | ТВ фильм |
| 1997            | Скоро всё наладится                          | Get Well Soon                                       | лидер эскадрона Филдинг         | 1 сезон |
| 1997            | Комедийные премьеры: Холодные ступни         | Comedy Premieres: Cold Feet                         | Дэвид Марсден                   | Пилотный эпизод телесериала |
| 1998            | Хорнблоуэр                                   | Hornblower                                          | лейтенант Экклестон             | Эпизод «The Even Chance» |
| 1998-2003, 2016 | Холодные ступни                              | Cold Feet                                           | Дэвид Марсден                   | 6 сезонов |
| 1999            | Почти полная история всего                   | The Nearly Complete and Utter History of Everything | сер Френсис Дрейк, посол Англии | ТВ фильм |
| 2001            | Спокойной ночи, мистер Стедман               | Goodbye, Mr Steadman                                | Алан Стидман                    | ТВ фильм |
| 2002            | Секрет                                       | The Secret                                          | Алекс Фарадей                   | Мини-сериал |
| 2002            | Белые зубы                                   | White Teeth                                         | Маркус Малфен                   | Мини-сериал |
| 2002            | Убежище                                      | The Safe House                                      | доктор Адам Дейли               | ТВ фильм |
| 2003-2004       | Мой отец — премьер-министр                   | My Dad’s the Prime Minister                         | премьер-министр Майкл Филлипс   | 2 сезона |
| 2004            | Новые трюки                                  | New Tricks                                          | Мартин Ломбард                  | 1 сезон, 6 эпизод |
| 2004            | Три сестры                                   | The Three Sisters                                   | Вершинин                        | Телевизионная версия пьесы |
| 2005            | Отчим                                        | The Stepfather                                      | Кристофер Визи                  | ТВ фильм |
| 2005            |                                              | The Comic Strip Presents…                           | Чарльз                          | 1 эпизод «Sex Actually» |
| 2006            | Пуаро Агаты Кристи                           | Agatha Christie’s Poirot                            | Гилберт Энтуисл                 | 1 эпизод «After the Funeral» |
| 2006            | Государственный переворот!                   | Coup!                                               | Марк Тэтчер                     | ТВ фильм |
| 2006-2009       | Моя семья                                    | My Family                                           | Джеймс Гарретт                  | Эпизоды «The Art of Being Susan», «Dutch Art and Dutch Courage» и «Bringing Up Janey»                                             |
| 2007            | Питер Кингдом вас не бросит                  | Kingdom                                             | Филип Коллинз                   | 1 сезон, 5 эпизод |
| 2009            | Эмма                                         | Emma                                                | мистер Вестон                   | Мини-сериал |
| 2009            | Королева                                     | The Queen                                           | Энтони Иден                     | 1 эпизод |
| 2010            | Столпы Земли                                 | The Pillars of the Earth                            | Перси Хамли                     | Эпизоды «Master Builder», «Anarchy», «Redemption» и «Battlefield»                                                                 |
| 2010-2012       | Аббатство Даунтон                            | Downton Abbey                                       | сэр Энтони Страллан             | 6 эпизодов |
| 2011            | Хэтти                                        | Hattie                                              | Джона Ле Мезюрье                | ТВ фильм |
| 2012            | Неприрученные                                | Wild at Heart                                       | Эд Линч                         | 9 эпизодов |
| 2012-2015       | Тост из Лондона                              | Toast of London                                     | Эд Хоузер-Блэк                  | 3 сезона |
| 2013-14         | Дракула                                      | Dracula                                             | лорд Томас Девенпорт            | 8 эпизодов |
| 2013-2014       | Замок Бландингс                              | Blandings                                           | сэр Грегори Парслоу-Парслоу     | Эпизоды «Pig-hoo-o-o-o-ey», «Problems with Drink», «Dirty Work at the Crossroads», «Hallo to All This» и «Custody of the Pumpkin» |
| 2014            | Агата Рэйзин: Дело об отравленном пироге     | Agatha Raisin and the Quiche of Death               | Энди Каммингс Браун             | ТВ фильм |
| 2015            | Мальчики миссис Браун: Новогодний спецвыпуск | Mrs Brown’s Boys New Year Special                   | Уильям Хант                     | Эпизод «Mammy’s Widow’s Memories»                                                                                                 |

## Театр
| Год       | Название на русском         | Название на английском          | Роль             | Режиссёр(ы)                     | История показа |
| --------- | --------------------------- | ------------------------------- | ---------------- | ------------------------------- | --- |
| 1977      |                             | Tag!                            | разные роли      | Грифф Рис Джонс                 | Артс-театр, Кембридж, 7-18 июня 1977 Театр Оксфорда, 20-25 июня 1977 Театр Робина Гуда, Аверхэм, 4-9 июля 1977 Стрит-холл святой Мэри, Эдинбург (Эдинбургский фестиваль), 19 августа — 10 сентября 1977 |
| 1978      | Боязнь сцены                | Stage Fright                    | разные роли      | Мартин Бергман                  | Артс-театр, Кембридж, 6-17 июня 1978. Стрит-холл святой Мэри, Эдинбург (Эдинбургский фестиваль), 18 августа — 3 сентября 1978 |
| 1978      | Аладдин                     | Aladdin                         | вдова Твонки     | Роберт Батерст и Мартин Бергман | Театр ADC, Кембридж, 21 ноября — 2 декабря 1978 |
| 1979      | Ночной колпак               | Nightcap                        | разные роли      | Клайв Андерсон                  | Артс-театр, Кембридж, 5-16 июня 1979 Стрит-холл святой Мэри, Эдинбург (Эдинбургский фестиваль), 17 августа — 1 сентября 1979 |
| 1979      | Коричневый рис со всем      | Brown Rice with Everything      | разные роли      | Чарльз Макфарленд               | Стрит-холл святой Мэри, Эдинбург (Эдинбургский фестиваль), 21 августа — 1 сентября 1979 |
| 1981      | Ботэм: Мюзикл               | Botham: The Musical             | разные роли      | —                               | Тур по Австралии: Перт, Аделаида, Мельбурн, Канберра, Сидней, Брисбен, Хобарт, Лонсестон, Берни, Элбери-Водонга |
| 1982      | За пределами рампы          | Beyond the Footlights           | разные роли      | Джон Блоуман                    | Театр Лирик, Хаммерсмит, 5-10 апреля 1982 |
| 1983      | Шум за сценой               | Noises Off                      | Тим Аллгуд       | Майкл Блейкмор                  | Театр Савой, с 3 января 1983 (второй состав) |
| 1984      | Святая Иоанна               | Saint Joan                      | Сентри           | Рональд Эйр                     | Королевский национальный театр, 16 февраля — 24 июля 1984 |
| 1984      | Мандраке                    | The Mandrake                    | неизвестно       | Дэвид Гилмор                    | Королевский национальный театр, 14 июня-20 октября 1984 |
| 1984      |                             | A Little Hotel on the Side      | неизвестно       | Джонатан Линн                   | Королевский национальный театр, с 10 августа 1984 |
| 1986      | Обмен                       | The Swap                        | Роджер           | Марк Маккрам                    | Болевард, Сохо, 9 сентября — октябрь 1986 |
| 1987      | Суждение                    | Judgement                       | Андрей Вухов     | Пол Джепсон                     | Man in the Moon, 18 августа — 15 сентября 1987 |
| 1987-1988 | Убу                         | Ubu                             | неизвестно       | Пол Джепсон                     | Латчмер, Баттерси, 28 декабря 1987 — 15 января 1988 |
| 1988      | Упадок                      | Dry Rot                         | неизвестно       | Кристофер Реншоу                | Театр Ройал, Бат, три недели Театр Лирик, Хаммерсмит, 28 сентября 1988 — 7 января 1989 |
| 1990      | Лучший друг                 | The Next Best Thing             | Стив             | Патрик Сэндфорд                 | Наффилд, Саутгемптон, февраль-март, 1990 |
| 1990      | Как важно быть серьёзным    | The Importance of Being Earnest | Джек             | Пип Бротон                      | Театр Ноттингема, 3-20 октября 1990 |
| 1991      | Тайна леди Одли             | Lady Audley’s Secret            | неизвестно       | Энни Каслдайн                   | Театр Лирик, Хаммерсмит, 21 октября — 30 ноября 1991 |
| 1992      | Выбор                       | The Choice                      | консультант      | Энни Каслдайн                   | Театр Солсбери, 12-28 марта 1992 |
| 1993      | Бракосочетание              | Getting Married                 | Хотчкис          | Фрэнк Хаузер                    | Чичистерский фестиваль, 30 апреля — 24 июня 1993 |
| 1994      | Комедия ошибок              | The Comedy of Errors            | неизвестно       | Пол Клэйтон                     | Театр Ноттингема, 1 сентября — 1 октября 1994 |
| 1995      | Нос                         | The Nose                        | Ковалёв          | Мартин Дункан                   | Театр Ноттингема, 25 марта — 15 апреля 1995 |
| 1996      | Странник                    | The Rover                       | Уиллмор          | Джонатан Чёрч                   | Театр Солсбери, 29 апреля — 25 мая 1996 |
| 1997      | Хорошая копия               | Good Copy                       | неизвестно       | Тофер Кэмпбелл                  | Театр Западного Йоркшира, 1-5 июля 1997 |
| 1998-1999 | Сигналы тревоги и экскурсии | Alarms and Excursions           | разные роли      | Майкл Блейкмор                  | Театр Ивонна Арно, Гилдфорд, 14-25 июля 1998 Театр Гилгуд, 14 сентября 1998 — 6 марта 1999 |
| 1999      | Гедда Габлер                | Hedda Gabler                    | Йорган Тесман    | Энни Каслдайн                   | Театр Ройал, Плимут, 18-27 ноября 1999 Театр Ричмонда, 29 ноября — 4 декабря 1999 Театр Ройал, Брайтон, 6-11 декабря 1999 |
| 2003      | Три сестры                  | The Three Sisters               | Вершинин         | Майкл Блейкмор                  | Театр Плейхаус, 30 марта — 18 мая 2003 |
| 2005      | Дэвид Бланкетт: Мюзикл      | David Blunkett: The Musical     | Борис Джонсон    | Мэри-Джо Паранцино              | Только один вечер (превью), Театр Сохо, 14 апрель 2005 |
| 2006      | Только для членов           | Members Only                    | Эдриен           | Марианна Бадричани              | Студия Трафальгар, 28 марта — 22 апреля 2006 |
| 2006-2007 |                             | Whipping it Up                  | Алистер          | Терри Джонсон                   | Показ в театрах Уэст-энда, 2006 и 2007 Театр Буш, 10 ноября — 23 декабря 2006 Театр Амбассадорс, 1 марта — 16 июня 2007 Национальный тур, 2007 Театр Нью Виктория, Уокинг, 4-8 сентября 2007 Пэлас, Саутенд-он-Си, 10-15 сентября 2007 Театр Эверман, 17-22 сентября 2007 Татр Ричмонд, 1-6 октября 2007 Театр Ройал, Брайтон, 8-13 октября 2007 Театр Ройал, Бат, 15-20 октября 2007 Театр Чёрчилл, Бромли, 12-17 ноября 2007                  |
| 2007-2009 | Алекс                       | Alex                            | Алекс            | Фелим Макдермотт                | Показ в театрах Уэст-энда, 2007 Артс-театр, 18 октября — 8 декабря 2007 Международный тур, 2008 Национальный тур, 2008 Театр Парк-Девоншир, Истбурн, 21-25 октября 2008 Театр Ройал, Виндзор, 27 октября — 1 ноября 2008 Театр Ивонна Арно, Гилдфорд, 4-8 ноября 2008 Театр Дернгейт, Нортгемптон, 10-15 ноября 2008 Театр Меркьюри, Колчестер, 17-22 ноября 2008 Показ в театрах Уэст-энда Театр Листер-сквер, 21 ноября 2008 — 11 января 2009 |
| 2010      | Настоящий смех              | Present Laughter                | Гэрри Эссендайн  | Белинда Лэнг                    | Национальный тур, 2010 Театр Ричмонд, 18-21 января 2010 Артс-театр, Кембридж, 8-13 февраля 2010 Театр Эвримен, Челтенхем, 15-20 февраля 2010 Театр Ройал, Ноттингем, 1-6 марта 2010 Театр Ройал, Бат, 29 марта — 3 апреля 2010 |
| 2010-2011 | Неугомонный дух             | Blithe Spirit                   | Чарльз Кондомайн | Теа Шаррок                      | Национальный тур, 2010—2011 Театр Ройал, Бат, 3-13 ноября 2010 Театр Ройал, Брайтон, 16-21 ноября 2010 Артс-театр, Кембридж, 22-27 ноября 2010 Театр Милтон Кейнес, 14-19 февраля 2011 Театр Ричмонда, 21-26 февраля 2011 Показ в театрах Уэст-энда, 2011 Театр Аполло, 2 марта — 18 июня 2011 |
| 2012      | Голубой/Оранжевый           | Blue/Orange                     |                  | Кристофер Лускомб               | Национальный тур, 2012 |

### Комментарии
1. ↑  Также был показан на BBC Two 16 декабря 1977 под названием The 1977 Cambridge Footlights Revue.
2. ↑  Батерст указан в тирах как «Боб Батерст».
3. 1 2 3 4 5 6 7 8  Некоторая информация, связанная с ранней театральной карьерой Батерста не содержится в национальных реестрах, однако может сохранится в архивах театральных компаний или местных реестрах.